# I pazzi per progetto
 (juillet 2021).
Si vous disposez d'ouvrages ou d'articles de référence ou si vous connaissez des sites web de qualité traitant du thème abordé ici, merci de compléter l'article en donnant les références utiles à sa vérifiabilité et en les liant à la section « Notes et références ».
Personnages
I pazzi per progetto est une farce en un acte de Gaetano Donizetti avec un livret de Domenico Gilardoni .
La partition autographe est conservée au Conservatoire S. Pietro a Majella de Naples . 
La première représentation a eu lieu au Teatro del Fondo de Naples le 7 février 1830, et d'autres reprises ont eu lieu à Naples et à Palerme, avant que l’œuvre ne tombe dans l’oubli.  
Il faudra attendre 1977 après une nouvelle révision réalisée par le maestro Bruno Rigacci de Florence pour que l’œuvre soit de nouveau représentée au Festival International d'Opéra Barga, obtenant un succès retentissant auprès du public et de la critique.
Lors de la première représentation en 1830 à Naples, et à l’occasion d'une soirée caritative, plusieurs grands chanteurs d'opéra de l'époque, tels que Luigia Boccabadati et Luigi Lablache participèrent ; et malgré la distribution exceptionnelle, le public ne répondit pas à l'appel. L'œuvre, curieusement confiée à deux femmes entourées de cinq voix basses, et divisée en sept numéros, reliés par des récitatifs secs ou accompagnés, révèle la plus pure appartenance au style grotesque du grand compositeur bergamasque, avec les caractéristiques et les modules typiques du « genre".

## Distribution de la première mondiale
| Personnage | Interprète         |
| ---------- | ------------------ |
| Darlemont  | Luigi Lablache     |
| Norina     | Luigia Boccabadati |
| Cristina   | Maria Carraro      |
| Venantius  | Gennarino Luzio    |
| Franc      | Gennaro Ambrosini  |

## L'intrigue de l'œuvre
L'action se déroule dans un hôpital pour fous à Paris, dont le directeur, Darlemont, a une nièce, Norina, mariée à Blinval, colonel des dragons. 
L'éloignement pour des raisons militaires de l'homme de sa femme bien-aimée et la jalousie mutuelle sont les causes d'une succession d'actions lorsque les deux se retrouvent. 
Dans l'hôpital, Lieu de la rencontre fortuite, dont le directeur est l'oncle de Norina, les deux principaux protagonistes vont faire tour-à-tour semblant d'être fous pour découvrir les vrais sentiments de l’un pour l'autre, donnant ainsi lieu à un carrousel frénétique de tromperies et de malentendus. 
S’ajoute à cela un serviteur très bavard et trop sincère, (Frank), un trompettiste déserteur qui se fait passer pour un médecin (Eustache), une jeune et belle fille, (Cristina), ancienne amante du colonel, qui essaie d'échapper au vieux gardien (Venanzio), qui à son tour, voudrait la rendre folle, lui prendre sa dot, vous avez tous les ingrédients, très bien assortis, pour obtenir une farce avec toutes les règles. À la fin, très bien structurée, il y a la pacification et l'obligation morale.

## Structure musicale
- Symphonie

### Acte unique
- N ° 1 - Introduction Ah, ah ! I soliti rapporti (ah, ah, les habituels rapports) (Darlemont, Franck, Christine, Venanzio, Eustache)

- N. 2 - Cavatina di Norina All’udir che il mio tesoro (En entendant que mon trésor)
- N ° 3 - Duo entre Blinval et Eustache Quel naso apperto e piano (Ce nez ouvert et plat)
- n. 4 - Quatuor Mort, pourquoi ne viens-tu pas? (Eustache, Blinval, Norine, Christine)
- N ° 5 - Duo entre Christine et Eustache : Caro, Caro a me tu sei ! (Cher, cher à moi tu es!)
- N ° 6 - Duo entre Norine et Blinval : Tirsi lontan da Clori (Tirsi loin de Clori)
- N ° 7 - Aria finale de Norine Piacer si nuovo e grato (plaisir si nouveau et reconnaissant) (Norine, Blinval, Darlemont, Eustache, Franck, Christine, Venanzio)

## Discographie
- Chef d'orchestre Amy Kaiser, Orchestra Festival Opera Barga, interprètes: Giancarlo Ceccarini, Anna Baldasserini, Vera Pastore, Francesco Facini, Franco Ligas, Giovanni Savoiardo, Giovanni Fancellu - Opera Barga, Teatro dei Differenti, Live 1977 - Unique Opera Records - UORC 357

## Notee et références
1. ↑  Ashbrook, Le opere, p. 300